# Daniel Carroll (ragbista)
Daniel Brendon Carroll (? Melbourne – 5. srpna 1956, New Orleans) je bývalý ragbista, který byl v roce 2016 jmenován do Světové ragbyové síně slávy. Dvakrát se stal olympijským vítězem, v roce 1908 s Austrálií a v roce 1920 s USA. Je jediným hráčem, co získá dvě zlaté olympijské medaile z ragbyového turnaje za dvě různé země. Jako trenér Spojených států amerických dovedl USA ke zlatu na olympiádě v roce 1924.
Za Austrálií odehrál dva zápasy (1908 – 1912) a potom po odehrání druhého zápasu zůstal v USA, aby tam studoval geologii.  Za svou novou zemi odehrál 3 zápasy (1913 – 1920). Během 1. světové války byl poručíkem a byl vyznamenán za velké hrdinství řádem Distinguished Service Cross. Se svou ženou měl jednoho syna.